# Amostragem compressiva
A amostragem compressiva (também conhecida como detecção comprimida, detecção compressiva, ou amostragem esparsa) é uma técnica de processamento de sinal para aquisição e reconstrução eficiente de um sinal, encontrando soluções para sistemas lineares subdeterminados. Isso se baseia no princípio de que, por meio da otimização, a dispersão de um sinal pode ser explorada para recuperá-lo a partir de muito menos amostras do que o exigido pelo teorema de amostragem de Nyquist-Shannon. Existem duas condições sob as quais a recuperação é possível.  A primeira é a matriz esparsa, que exige que o sinal seja esparso em algum domínio. A segunda é a incoerência, que é aplicada através da propriedade isométrica, que é suficiente para sinais esparsos.  

## Resumo
Por volta de 2004, Emmanuel Candès, Justin Romberg, Terence Tao e David Donoho provaram que, dado o conhecimento sobre a dispersão de um sinal, ele pode ser reconstruído com ainda menos amostras do que o teorema da amostragem exige.   Essa ideia forma a base da teoria da amostragem compressiva.

## Usos
O campo de detecção compressiva está relacionado a vários tópicos em processamento de sinal e matemática computacional, como sistemas lineares subdeterminados, teste de grupo, codificação esparsa, multiplexação, amostragem esparsa e taxa finita de inovação. Seu amplo escopo e generalidade permitiram várias abordagens inovadoras aprimoradas em processamento e compressão de sinais, solução de problemas inversos, projeto de sistemas radiantes, imagens de radar e através da parede e caracterização de antenas.  Técnicas de imagem com forte afinidade com detecção compressiva incluem abertura codificada e fotografia computacional.